# Томас, 9-й граф Мар
Томас (ок. 1330—1374/1377) — шотландский дворянин, 9-й граф Мара (1332—1374/1377). Последний мужской представитель шотландского рода мормэров Мара. Единственный сын и преемник Домналла II, графа Мара, погибшего в битве при Дапплин-Мур в 1332 году.

## Биография
В 1332 году после гибели своего отца Домналла в битве при Дапплин-Мур Томас унаследовал графство Мар (ныне графство Абердиншир, Шотландия). Так на момент смерти отца Томас был еще несовершеннолетним, король Англии Эдуард III Плантагенет передал Томаса на попечение его отчима Уильяма Карсевелла. Вначале Томас не мог вступить во владение отцовским доменом из-за Ричарда Толбота, 2-го барона Толбота (ок. 1305—1356), который претендовал на титул графа Мара по праву своей жены Элизабет де Комин. После битвы при Дапплин-Муре леди Кристина Брюс (бабка Томаса), правила замком Килдрамми, родовой резиденцией графов Мара. После её смерти в 1357 году Томас унаследовал замок Килдрамми со всеми землями, которые были названы графством Гариох.
В 1351 году Томас, граф Мар, входил в состав шотландского посольства, отправленного в Англию, чтобы договориться о выкупе за короля Давида II Брюса, который находился в английском плену с 1346 года. Когда в 1357 году король Давид II был освобожден из плена, Томас был одним из семи шотландских лордов, трое из которых должны остаться в Англии в качестве заложников, пока не будет выплачен выкуп за короля. После своего возвращения в Шотландию в 1358 году Томас, граф Мара, был назначен лордом-камергером Шотландии. Он сохранил тесные связи с Англией. Король Англии Эдуард III пожаловал ему ежегодную пенсию в размере 600 шотландских мерков. Кроме того, король Англии согласился выплачивать Томасу 600 фунтов стерлингов в год, если он лишиться своих владений в Шотландии. Граф Мара согласился служить английскому королю и с 1360 года участвовал в войне Англии с Францией. В 1362 году Томас был отправлен в качестве посла Шотландии на переговоры с Англией, а в 1369 году он был одним из гарантом перемирия между Англией и Шотландией. Граф Мара часто посещал Англию и Францию.
В 1361 году граф Мар лишился благосклонности шотландского короля Давида II, который осадил и захватил его замок Килдрамми. Король приговорил Томаса к штрафу в размере 1 000 фунтов стерлингов, подлежащих выплате в течение пяти, в противном случае он потеряет свой замок окончательно. В 1368 году Томас вернул расположение монарха и получил обратно свой замок Килдрамми.

## Браки
Томас был дважды женат. Его первой супругой была Маргарет Грэм, графиня Ментейта (1334—1380), дочь Марии, графини Ментейт (ум. до 1360), и сэра Джона Грэма (ум. 1347). Первым мужем Маргарет был сэр Джон Морей, лорд Ботуэлл, сын сэра Эндрю Морея (1298—1338) и леди Кристины Брюс (ок. 1278—1256/1357). Около 1359 года Томас развелся с Маргарет, потому что не могла родиться ему детей. После развода с Томасом Маргарет вышла в третий раз за сэра Малькольма Драммонда из Конраига. Последним (четвертым) мужем Маргарет стал Роберт Стюарт, герцог Олбани.
Во второй раз он женился на Маргарет Стюарт, графине Ангус (до 1360—1417), но и этот брак был бездетным. Маргарита Стюарт был дочерью Томаса Стюарта (ок. 1331—1361), 2-го графа Ангуса, и Маргарет Синклер. После смерти мужа Маргарет вступила во внебрачную связь с Уильямом Дугласом, 1-м графом Дугласом.

## Смерть и погребение
Томас умер бездетным между 1374 и 1377 годами. Томас Мар был последним кельтским графом (мормэром) графства Мар. Он был похоронен в стенах замка Килдрамми. Ему наследовала его сестра, Маргарет (ум. ок. 1391), жена с ок. 1357 года Уильяма Дугласа, 1-го графа Дугласа (1327—1384), который принял титул графа Мара по праву жены.